# Écriture automatique
Pour l'album du groupe Ataxia, voir Automatic Writing.
L’écriture automatique est un mode d'écriture dans lequel n'interviennent ni la conscience ni la volonté.
Ce processus a au moins cinq champs d'application différents : littérature, psychologie, peinture, parapsychologie ou autohypnose.
En tant que phénomène spirite, l'écriture automatique ou écriture mécanique est appelée psychographie.

## Origines

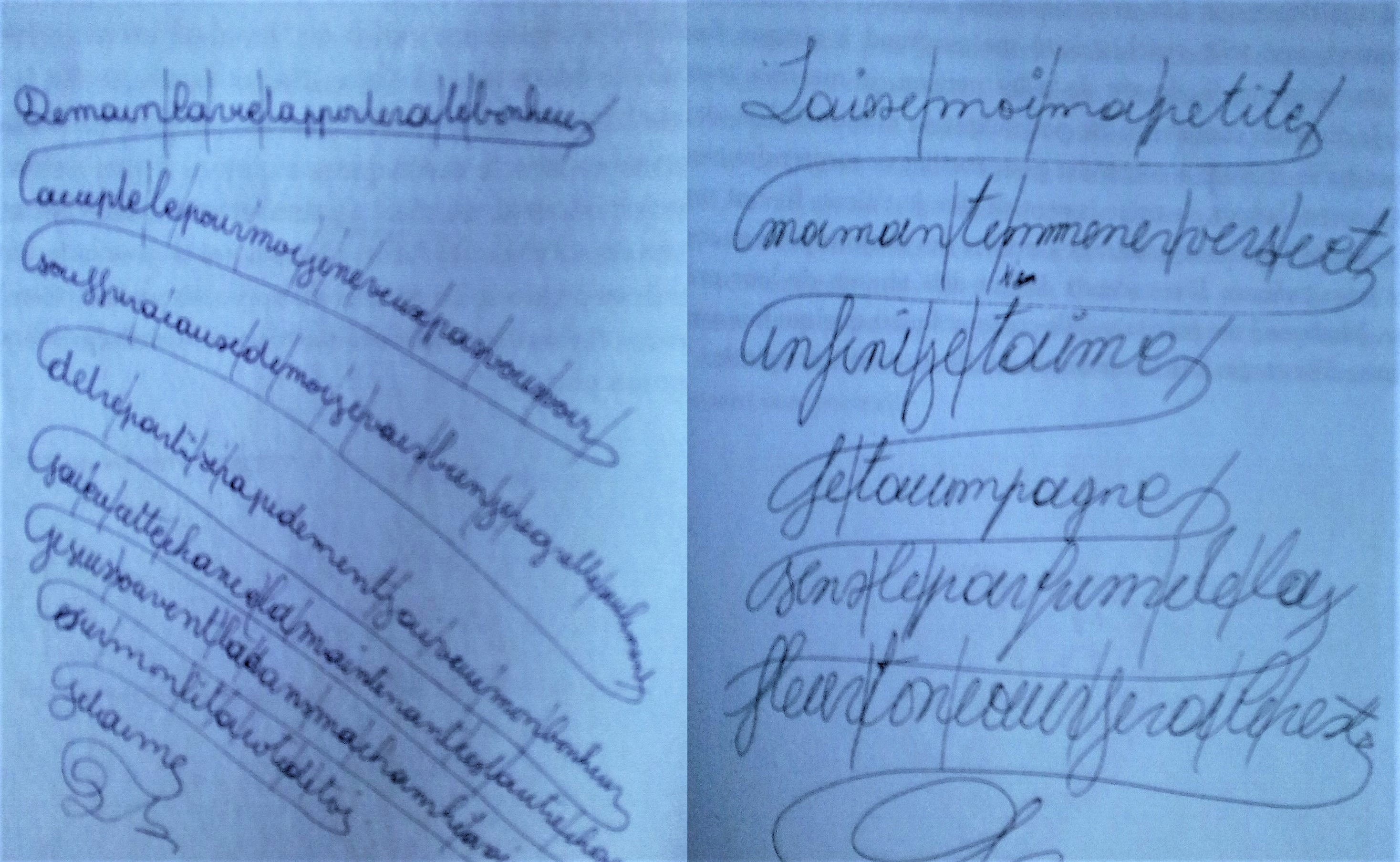
Exemples d'écriture automatique médiumnique ou psychographie. Le texte est écrit d'un seul tenant, sans ponctuation, ni séparation. A sa lecture, on le déchiffre en séparant les mots avec des traits.

Ce serait en 1861, lors de la parution du Livre des Médiums d'Allan Kardec qu'apparaitrait pour la première fois les notions d'écriture automatique ou écriture mécanique, qu'il sépare de l'écriture intuitive ou de l'écriture inspirée. Dans ce livre apparait la technique du médium qui, prenant une feuille et un crayon, se mettrait à la disposition des « esprits » en étant réceptif et en attendant patiemment. Ceux-ci se manifesteraient alors par plusieurs sortes d'écritures différentes, dont l'écriture automatique ou écriture mécanique.
L'écriture automatique était une pratique spirite déjà rapportée par Hippolyte Taine dans la préface de la troisième édition de son ouvrage De l'intelligence paru en 1878 : « Il y a une personne qui, en causant, en chantant, écrit sans regarder son papier des phrases suivies et même des pages entières, sans avoir conscience de ce qu'elle écrit. À mes yeux, sa sincérité est parfaite ; or, elle déclare qu'au bout de sa page, elle n'a aucune idée de ce qu'elle a tracé sur le papier. Quand elle le lit, elle en est étonnée, parfois alarmée… Certainement on constate ici un dédoublement du moi, la présence simultanée de deux séries d'idées parallèles et indépendantes, de deux centres d'actions, ou, si l'on veut, de deux personnes morales juxtaposées dans le même cerveau ; chacune a une œuvre, et une œuvre différente, l'une sur la scène et l'autre dans la coulisse. ».

## Littérature

### Surréalisme
L'écriture automatique a été utilisée par les surréalistes comme un mode de création littéraire, permettant de s'émanciper de l'étroitesse de la pensée régie par la raison. Ce point est caractéristique du mouvement surréaliste. C'est au terme d'une quête sur la nature de l'inspiration poétique qu'André Breton formalisa cette technique appliquée à la création littéraire. Elle consiste à écrire le plus rapidement possible, sans contrôle de la raison, sans préoccupations esthétique ou morale, voire sans aucun souci de cohérence grammaticale ou de respect du vocabulaire. L'état nécessaire à la bonne réalisation est un état de lâcher-prise, entre le sommeil et le réveil (proche d'un état hypnotique).
Le premier ouvrage écrit avec cette méthode a été Les Champs magnétiques d'André Breton et Philippe Soupault, publié en 1919. Il fut le point de départ du mouvement surréaliste. L'une des premières présentations d'écriture automatique est la pièce de théâtre S'il vous plaît.
L'invention du « cadavre exquis » par les surréalistes s'inscrit dans la même lignée d'une création littéraire libérée des entraves de la raison.
Définition de l'écriture automatique par André Breton dans Manifeste du surréalisme (1924) :

« Surréalisme, n. m. Automatisme psychique pur par lequel on se propose d'exprimer, soit verbalement, soit par écrit, soit de toute autre manière, le fonctionnement réel de la pensée. Dictée de la pensée, en l'absence de tout contrôle exercé par la raison en dehors de toute préoccupation esthétique ou morale. […] Faites-vous apporter de quoi écrire, après vous être établi en un lieu aussi favorable que possible à la concentration de votre esprit sur lui-même. Placez-vous dans l'état le plus passif, ou réceptif, que vous pourrez. Faites abstraction de votre génie, de vos talents et de ceux de tous les autres. Dites-vous bien que la littérature est un des plus tristes chemins qui mènent à tout. Ecrivez-vite sans sujet préconçu, assez vite pour ne pas vous retenir et ne pas être tenté de vous relire. La première phrase viendra toute seule, tant il est vrai qu'à chaque seconde il est une phrase, étrangère à notre pensée consciente, qui ne demande qu'à s'extérioriser… »

— André Breton, Manifeste du surréalisme
L'écriture automatique occupa une place fondamentale dans le surréalisme, mais il ne s'y réduit pas. Faisant le bilan des activités surréalistes en 1933, Breton regrettait que cette découverte n'ait pas été mieux exploitée en ces termes : « l'histoire de l'écriture automatique dans le surréalisme est celle d'une infortune continue ».
L'écriture automatique trouve un équivalent graphique dans la technique dite du frottage, inventée par Max Ernst en 1925 : elle consiste à laisser courir une mine de crayon à papier sur une feuille posée sur une surface quelconque (parquet ou autre texture), ce qui fait apparaître des figures plus ou moins imaginaires.

### Manuels d'apprentissage notables
- Cours d'écriture automatique, Bernard Baudoin, éditions de Vecchi, 1998,  (ISBN 2-7328-1892-5).
- L'écriture automatique, Bernard Baudoin, éditions de Vecchi, 2004,  (ISBN 2-7328-3465-3).
- L'écriture automatique, Marguerite Bevilacqua, éditions Trajectoire, 2000,  (ISBN 2-84197-153-8).
- L'écriture "automatique"… Les lois de l'amour, Marcelle Corriveau,  (ISBN 2-9807971-0-3).

## Peinture

Paul Klee, Veste rouge (1938), collection de l'état fédéral de Rhénanie-du-Nord-Westphalie, basée à Dusseldorf.

Les membres de la tribu Hill Korwa de l'Inde profonde de Chhattisgarh, ont appris dans les villages que respect et pouvoir sont liés à l’habileté à écrire. Pour les Hill Korwa, l’écriture n’est pas un outil pour communiquer, mais une magie qui donne du pouvoir, pourtant leur langue n'est pas écrite.
Voici ce qu’en dit Jagdish Swaminathan dans son catalogue pour l’exposition des œuvres des Hill Korwa « The Magical Script » du musée de Bharat Bhavan (Bhopal, Madhya Pradesh) en 1985 : « la première chose que l’on voit dans ces dessins, c’est leur caractère calligraphique, comme si ce n’était pas un dessin mais une écriture. Mais les Hill Korwa n’ont pas de documents écrits ; ils sont illettrés […] Quand on regarde ces dessins on pense tout de suite aux œuvres de Paul Klee ».
Mark Tobey (peintre américain) peint en Angleterre, en novembre ou décembre 1935, plusieurs toiles (« Broadway », « Welcome Hero », « Broadway Norm ») dans une « écriture blanche » (« White writing ») qui sera la caractéristique essentielle de son œuvre et qui, selon les critiques, aura une influence décisive sur l'itinéraire de Jackson Pollock.
Sur Cy Twombly (peintre, dessinateur, sculpteur et photographe américain), Pierre Restany, critique d'art contemporain, écrit : « Son graphisme, est poésie, reportage, geste furtif, défoulement sexuel, écriture automatique, affirmation de soi, et refus aussi… il n’y a ni syntaxe ni logique, mais un frémissement de l’être, un murmure qui va jusqu’au fond des choses. »

## Psychologie
Le procédé d'écriture automatique occupe une place importante dans les premières recherches de Pierre Janet.
Dans son ouvrage L'Automatisme psychologique, il expose une méthode d'exploration qu'il utilisera fréquemment avec ses patientes pour comprendre au-delà des actes manifestés de façon subsconsciente, les images et les sensations que ceux-ci renferment : « Allons plus loin, si nous ne voulons pas la faire parler sans qu'elle le sache, nous pouvons du moins la faire écrire ; je lui mets un crayon dans la main droite et la main serre le crayon, comme nous le savons ; mais, au lieu de diriger la main et de lui faire tracer une lettre qu'elle répétera indéfiniment, je pose une question : " Quel âge avez vous ? Dans quelle ville sommes-nous ici ?… etc. ", et voici la main qui s'agite et écrit la réponse sur le papier, sans que, pendant ce temps, Léonie se soit arrêtée de parler d'autres choses. Je lui ai fait faire ainsi des opérations arithmétiques par écrit, qui furent assez correctes ; je lui ai fait écrire des réponses assez longues qui manifestaient évidemment une intelligence assez développée. »
Par l'écriture automatique, Janet parvient à mettre en évidence l'existence de sensations et de perceptions traitées seulement au niveau subconscient. Ainsi chez des sujets hystériques souffrant d'anesthésie, une sensation de pincement du bras par exemple, est ressentie au niveau subconscient alors même que le sujet conscient poursuit sa conversation avec d'autres personnes sans aucune réaction semblant ainsi ne rien percevoir. Pour Janet l'écriture automatique, ainsi que d'autres procédés utilisés par les spirites, relève d'un processus de désagrégation psychologique.

## Parapsychologie ou autohypnose
Les parapsychologues envisagent avec cette technique l’intervention du paranormal comme effet de la dissociation psychique du sujet introduit dans une nouvelle dimension. Certains auteurs prétendent pouvoir écrire en se reliant aux annales akashiques.
Les hypnotiseurs détaillent avec précision le même phénomène qui est induit par une autohypnose,.

## Spiritisme
Les spirites considèrent que l’écriture automatique représente un moyen de communication avec des esprits désincarnés, ce qu'ils appellent la psychographie.
A l'origine, dans les années 1860, les spirites considéraient que l'écriture automatique ou écriture mécanique était le cas où un esprit désincarné prenait le contrôle moteur du bras et de la main du médium et écrivait à sa place. Cette façon de pratiquer l'écriture automatique aurait donné des résultats assez surprenant comme la « Xénoglossie » ou les « Médiums Polygraphes » c'est-à-dire que les uns se mettaient à écrire dans des langues étrangères qu'ils n'étaient pas censés connaître et que les autres changeaient d'écriture et de style à chaque esprit différent qui était censé intervenir,.